# 애무

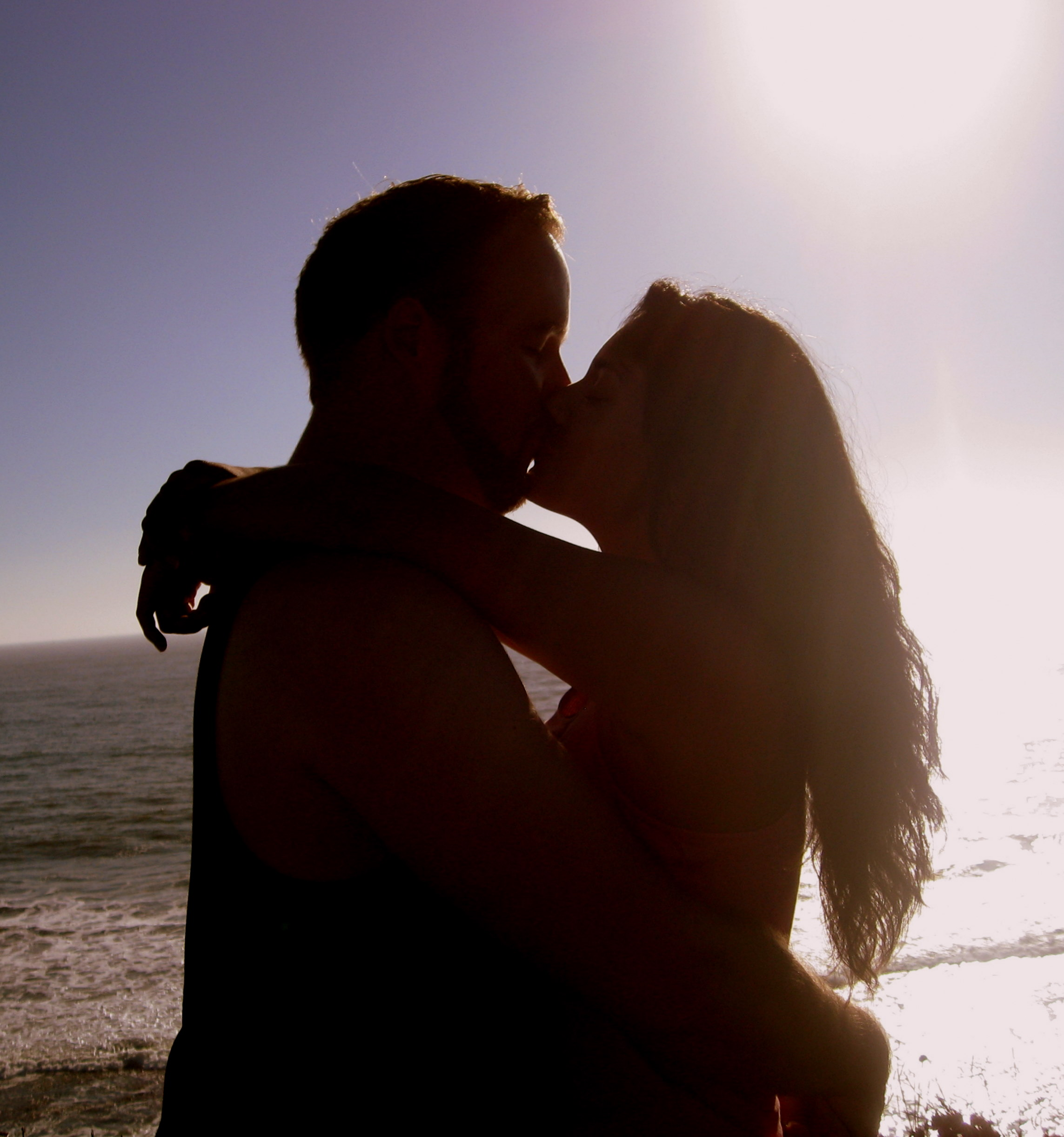
커플이 어울리는 실루엣

애무(愛撫)는 사랑하는 사람끼리 성교중이나 평상시에 어루 만지는 애정 표현으로, 커뮤니케이션 양식에 접촉함으로써 상대에게 애정을 나타내는 비교적 좋아하는 행위이다. 스킨십(skinship)이라고도 하는데, 이것은 엄연한 일본어식 영어, 한국어식 영어이다.

## 평상시의 애무
평상시의 애무는 포옹이나 키스와 같은 일반적인 스킨십으로 이루어진다.

## 성교시의 애무
성교시의 애무는 평상시와는 다르게 성기나 그 주변들을 애무한다. 이때 대부분의 성교시 애무는 성행위에 속하며, 상대방에게 쾌감을 주기위해 행하는경우가 대부분이다. 주요 애무로는 남성이 여성의 가슴을 빨거나 여성의 성기를 빠는 행위, 여성이 남성의 성기를 빠는 행위가 있다.
또 함께 씻으면서 키스를 하는 경우도 있다.

## 같이 보기
- 포옹
- 전희
- 후희
- 성교